# Wil (San Galo)

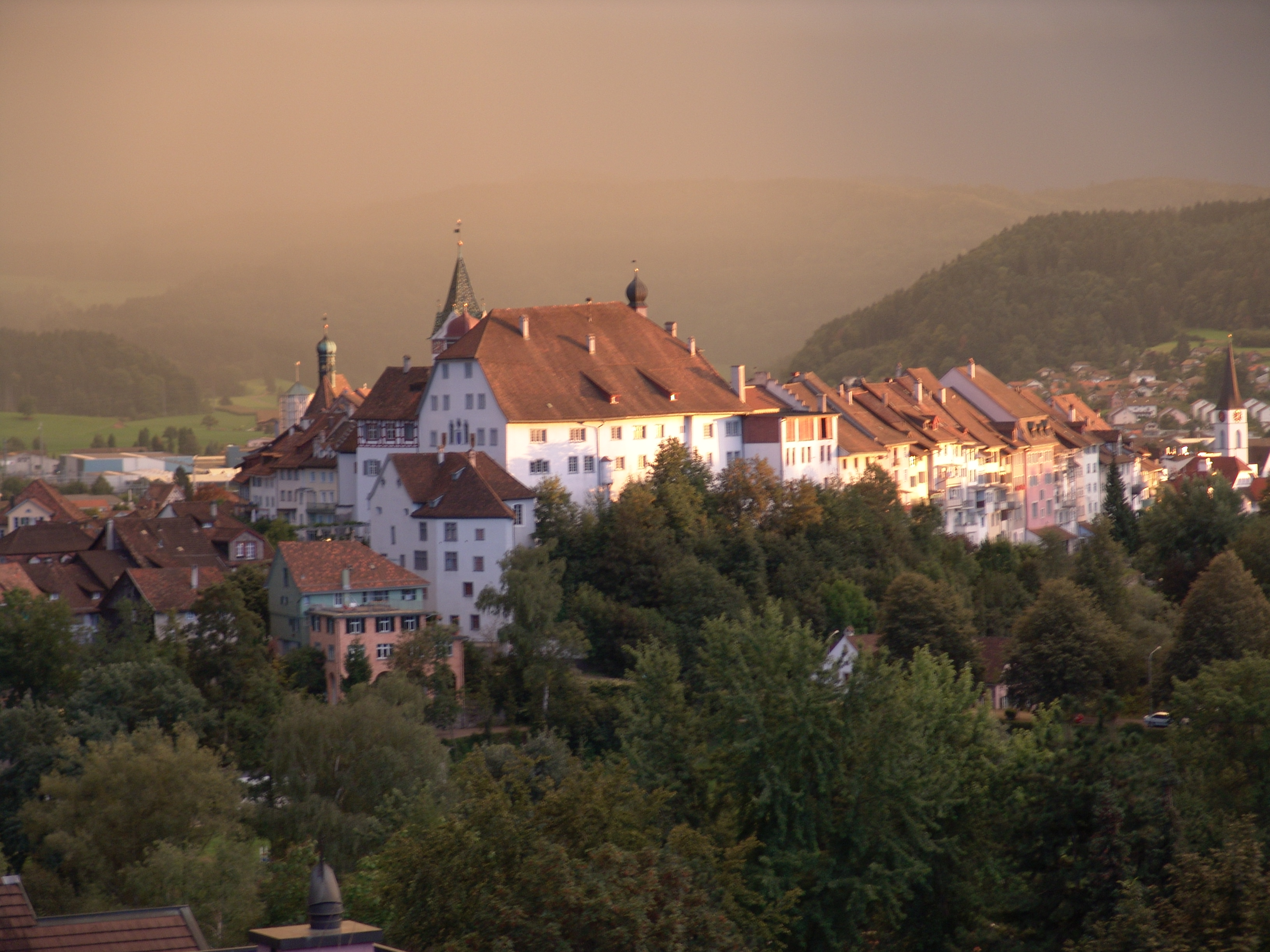
Wil

Wil es una ciudad y comuna suiza del cantón de San Galo, ubicada en el distrito de Wil. Limita al norte con la comuna de Bronschhofen, al este con Zuzwil, al sureste con Uzwil y Jonschwil, al sur con Rickenbach (TG) y Wilen (TG), y al oeste con Münchwilen (TG).

## Transportes
Ferrocarril
La ciudad cuenta con una estación ferroviaria donde efectúan parada numerosos trenes tanto de larga distancia, como de ámbito regional, o de cercanías pertenecientes a S-Bahn Zúrich.

## Deportes
El club de fútbol FC Wil juega en la Swiss Challenge League.